# Rhynchospora locuples
Rhynchospora locuples är en halvgräsart som beskrevs av Charles Baron Clarke. Rhynchospora locuples ingår i släktet småag, och familjen halvgräs. Inga underarter finns listade i Catalogue of Life.